# Pollimyrus isidori
Pollimyrus isidori és una espècie de peix de nas d'elefant de la família Mormyridae present en diverses conques hidrogràfiques a l'Àfrica, entre elles els rius Gàmbia, Benoue, Senegal, Níger, Volta, Txad, Nil i les riberes costaneres de diversos rius de Costa d'Ivori. Pot arribar a una grandària aproximada de 70 mm.
Aquesta espècie consta de tres subespècies:
- Pollimyrus isidori fasciaticeps (Boulenger, 1920)
- Pollimyrus isidori isidori (Valenciennes, 1847)
- Pollimyrus isidori osborni (Nichols i Griscom, 1917)

Respecte a l'estat de conservació, es pot indicar que d'acord amb la UICN, aquesta espècie pot catalogar-se en la categoria «Risc mínim (LC)».